# Tomohiro Nagatsuka
Tomohiro Nagatsuka –en japonés, 長塚智広, Nagatsuka Tomohiro– (Toride, 28 de noviembre de 1978) es un deportista japonés que compitió en ciclismo en la modalidad de pista, especialista en la prueba de velocidad por equipos.
Participó en los Juegos Olímpicos de Atenas 2004, obteniendo una medalla de plata en la prueba de velocidad por equipos (junto con Toshiaki Fushimi y Masaki Inoue).

## Medallero internacional
| Juegos Olímpicos | Juegos Olímpicos | Juegos Olímpicos | Juegos Olímpicos      |
| Año              | Lugar            | Medalla          | Competición           |
| ---------------- | ---------------- | ---------------- | --------------------- |
| 2004             | Atenas (Grecia)  | Medalla de plata | Velocidad por equipos |